# Georgios Stavrakakis

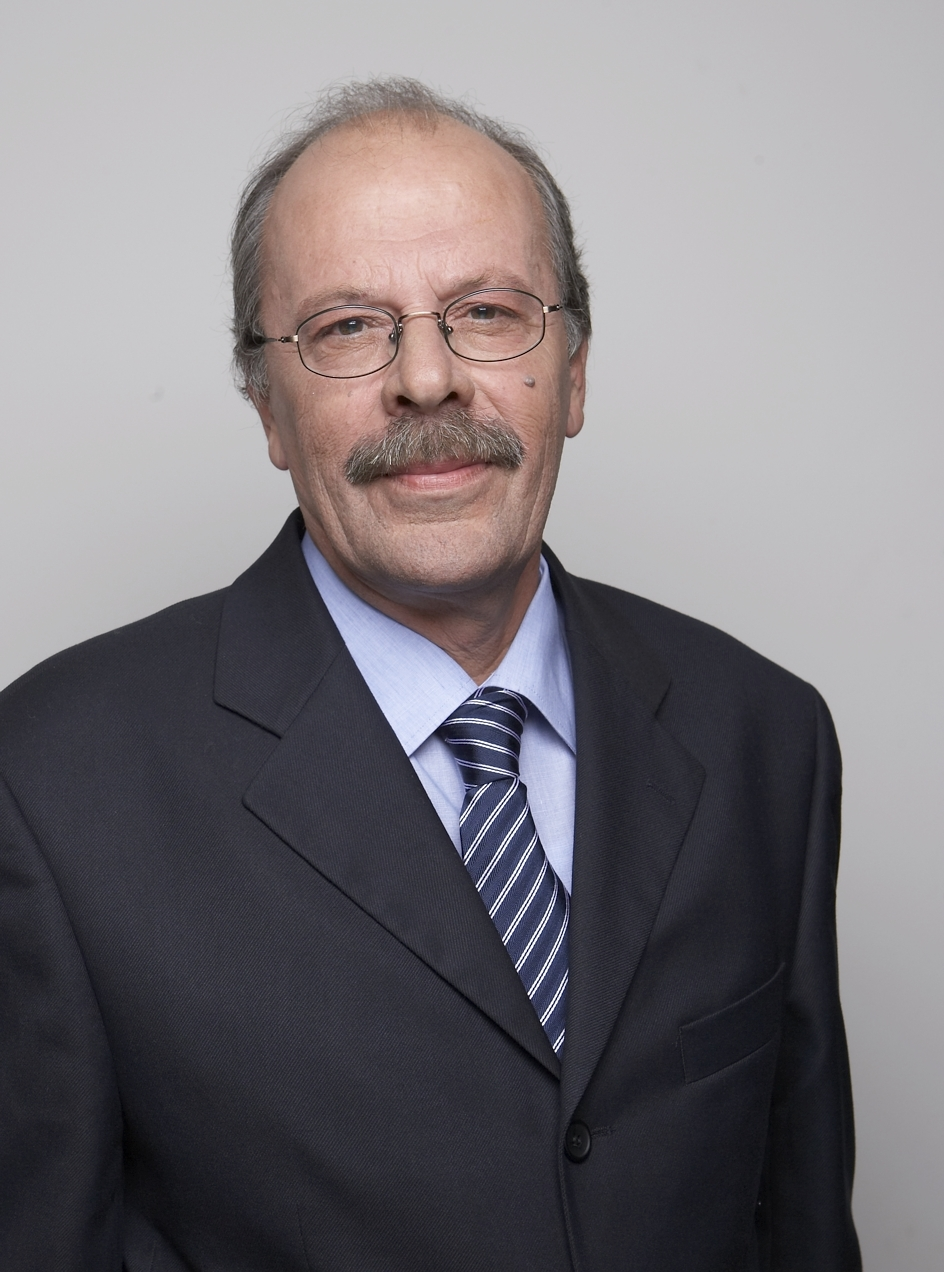
Georgios Stavrakakis

Georgios Stavrakakis (griechisch Γεώργιος Σταυρακάκης, * 13. Oktober 1954 in Christos; † 27. Februar 2015) war ein griechischer Seismologe und Politiker der Panellinio Sosialistiko Kinima (PASOK).

## Leben
Stavrakakis studierte Seismologie und Geophysik in Athen, Münster und Tsukuba, Japan. Von 1995 bis 2008 war er als Direktor des Instituts für Geodynamik am Nationalen Observatorium tätig.
Bei der Europawahl 2009 trat er auf der Liste der PASOK an und wurde als Fünftplatzierter in das Europäische Parlament gewählt, wo er bis 2014 Abgeordneter der S&D-Fraktion war.
Am 27. Februar 2015 starb Stavrakakis aufgrund eines Krebsleidens.